# Neoeklektikus építészeti törekvések a 20. század második felétől
Az alábbi szócikk a neoeklektikus építészeti törekvések történetét mutatja be a 20. század második felétől. Ezt az építészetet angolul Neo-eclectic architecturenek szokták nevezni.

## Előzmények
A 19. század második felének uralkodó építészeti stílusa volt a historizmus (vagy eklektika), amely a korábbi építészeti stílusok másolásából-utánzásából állt első sorban. A századfordulón új építészeti stílusok bukkantak fel rövid időre (szecesszió, premodern stb.), de ezek mellett nem tűnt el, hanem párhuzamosan tovább élt a historizmus is (későhistorizmus). Az első világháború utáni időkben már a modern építészetnek (korai modern) jelentek meg példái, azonban a historizmusnak is nyílt egy újabb szakasza, ezt nevezték újhistorizáló vagy neoeklektikus építészetnek. Ide tartozott – mintegy mellékes leágazódásként – a fasiszta, nemzetiszocialista, és a szovjet-sztálinista építészet számos alkotása is.
Az 1930-as évek végére az újhistorizmus Európából nagyrészt eltűnt, és a második világháború utánra (1945) már szinte kizárólag a modern stílus uralta az európai építészetet (érett modern). Egyetlen kivétel volt, ez a szovjet sztálinista építészet, amely az 1950-es évekig fennmaradt. Az 1950-es években ennek újabb (rövid életű) leágazásai voltak mind európai országokban (szocreál építészet), mind Kínában (Mao-ce-tung birodalmi építészete). Észak-Amerikában az újhistorizmus nem az 1930-as, hanem az 1950-es évekig élt, Chicago területén például neogótikus templomok még ekkor is épültek.
Az újhistorizmus és a sztálinista-maoista birodalmi építészet átalakulásával 1960 körülre a világon szinte teljesen a modern építészet győzött. Ez, illetve az 1980-as évektől párhuzamosan kialakuló posztmodern építészet az 20. század második felének meghatározó építészeti stílusa.

## Újjáéledő historizálás
Az uralkodó modern stílus mellett az 1960-as évek után is időről-időre feltűntek olyan építészeti alkotások, amelyeknek formanyelve a korábbi historizálás-újhistorizálás körébe illeszkedett. Ezek a törekvések nem alkottak feltétlenül önálló új stílust, de gyökerük mindenképpen azonos volt: a modern építészet dísztelenségére és formai szegénységére adott válasz. A historizálás (akár korábban) megjelenhetett teljes vagy részleges stílusmásolásban (így beszélhetni pl. neoklasszicista épületekről), vagy stílusok keverésében (erre lehetne leginkább használni a neoeklektika fogalmát.)
A posztmodern építészetben is alkalmanként megjelenhetnek történelmi formák, pl. Robert Venturi (Complexity and Contradiction in Architecture, 1966), Charles Jencks (Die Sprache der postmodernen Architektur, 1977; What is postmodernism, 1984), M. Stern (Modern Classicism, 1988). Míg Venturi még többféle stílusból ajánlott formákat, később ez leszűkült általában a klasszikus ókor építészetének és „szögletes” modern stílusnak a kombinálására. Jellemző példa Philip C. Johnson ATT-épülete (New York, 1978–1983), vagy Charles Moore Piazza d'Italiaja (Noew Orleans, 1977–1978).

### Példák Európából
- Parlament Palota, Bukarest (1980–1997, neoklasszicista)
- Megváltó Krisztus-székesegyház (1995–2000, neobizánci) – a második világháború idején elpusztult 19. századi templom újjáépítése
- Győzelem palotája, Moszkva (a „Nyolcadik nővér”, 2001–2005, neoklasszicista)
- Nemzet megváltása székesegyház, Bukarest (2010–, neobizánci)

### Példák a világ más részeiből
- Miasszonyunk, a béke királynője bazilika, Yamoussoukro (1985–1990, neoreneszánsz)
- Ruhollah Khomeini mauzóleuma(wd), Teherán (1989–2025, neoiszlám)
- Schermerhorn Symphony Center(wd), Nashville (2003–2006, neoklasszicista)
- Al-Fattah al-Aleem mecset(wd), Egyiptom tervezett fővárosa (2019, neoiszlám)
- Krisztus születése székesegyház(wd), Kairó (2019, neokopt)

## Képtár

Parlament Palota, Bukarest
Miasszonyunk, a béke királynője bazilika, Yamoussoukro
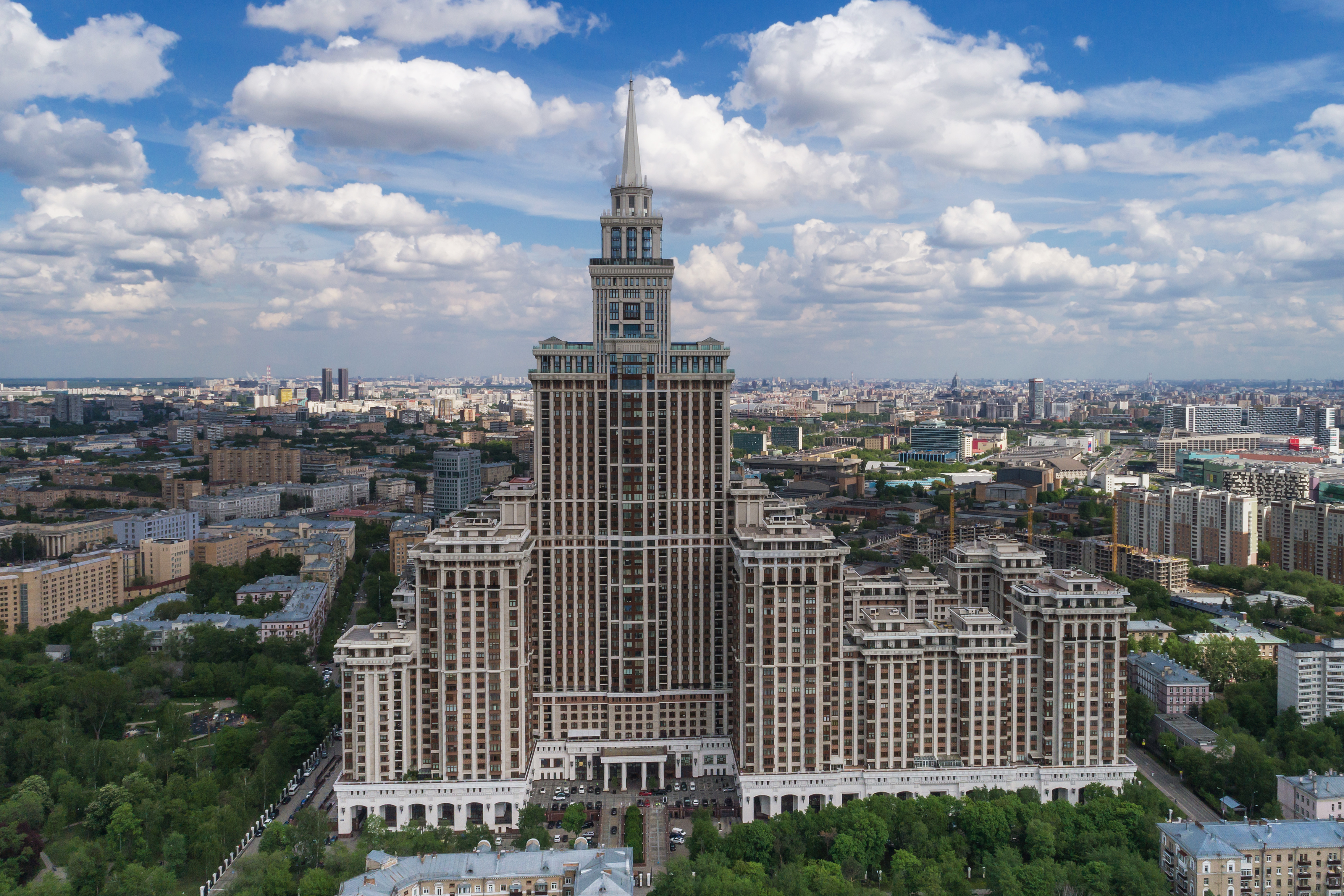
Győzelem palotája, Moszkva
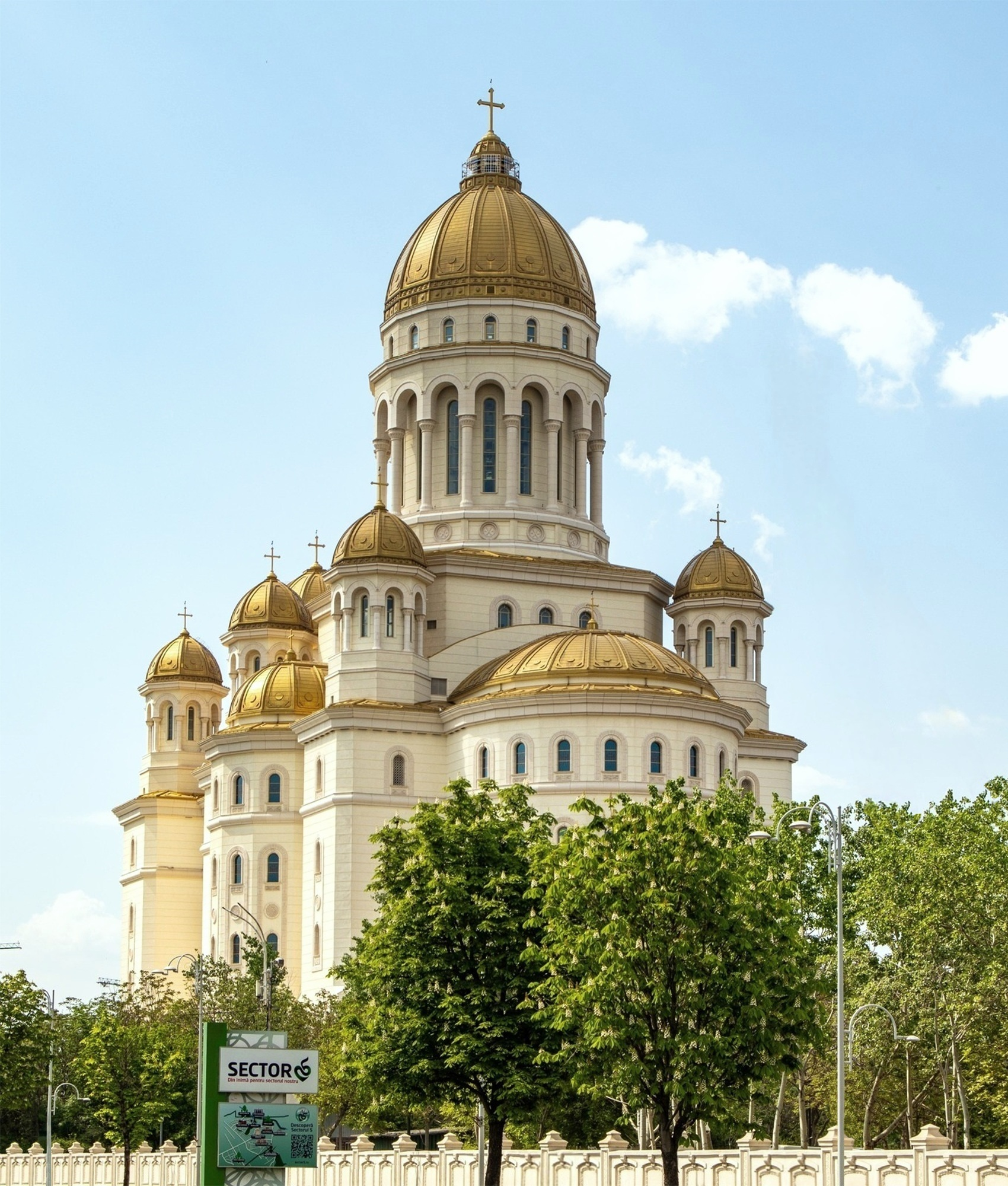
Nemzet megváltása székesegyház, Bukarest
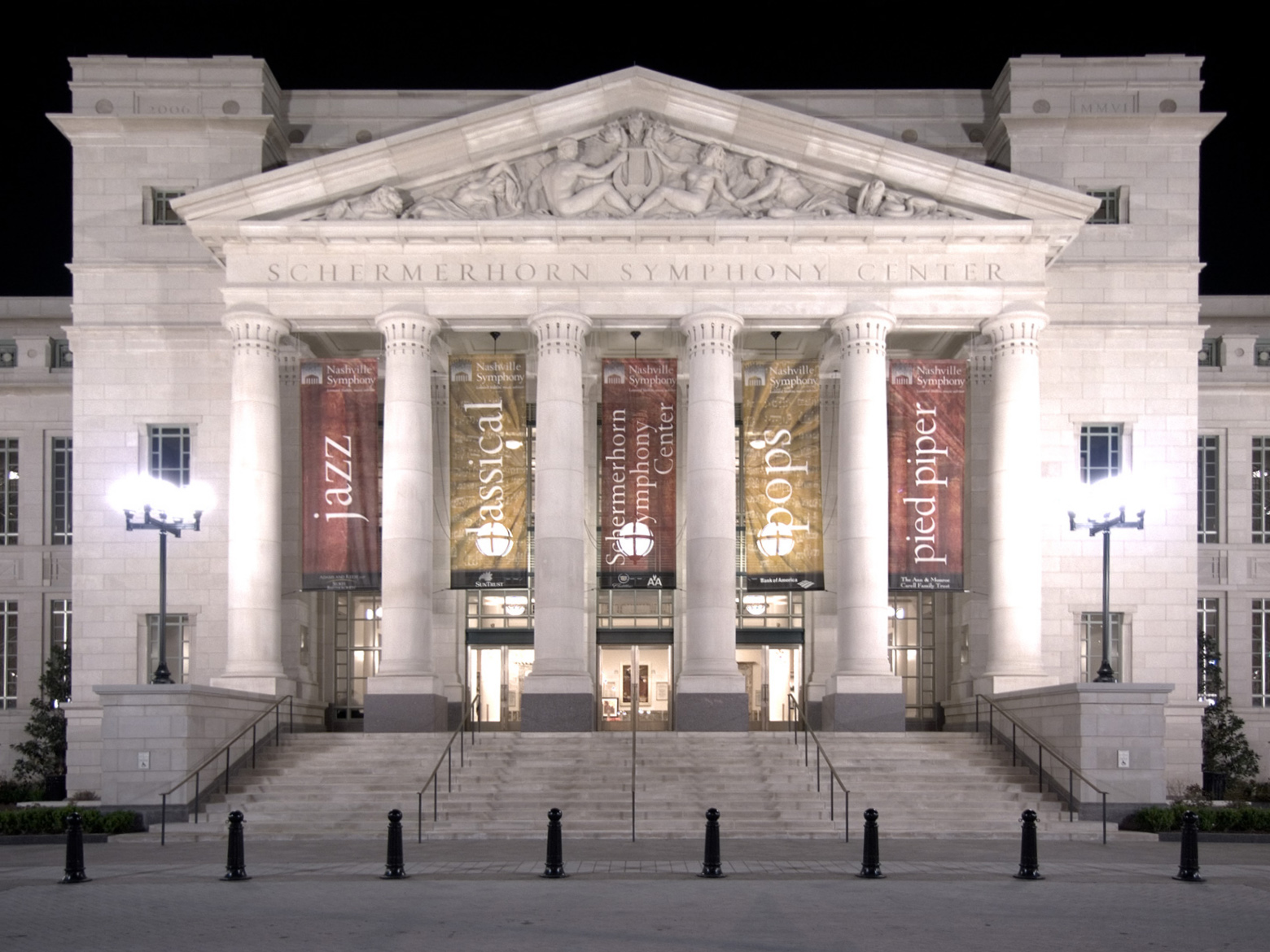
Schermerhorn Symphony Center, Nashville
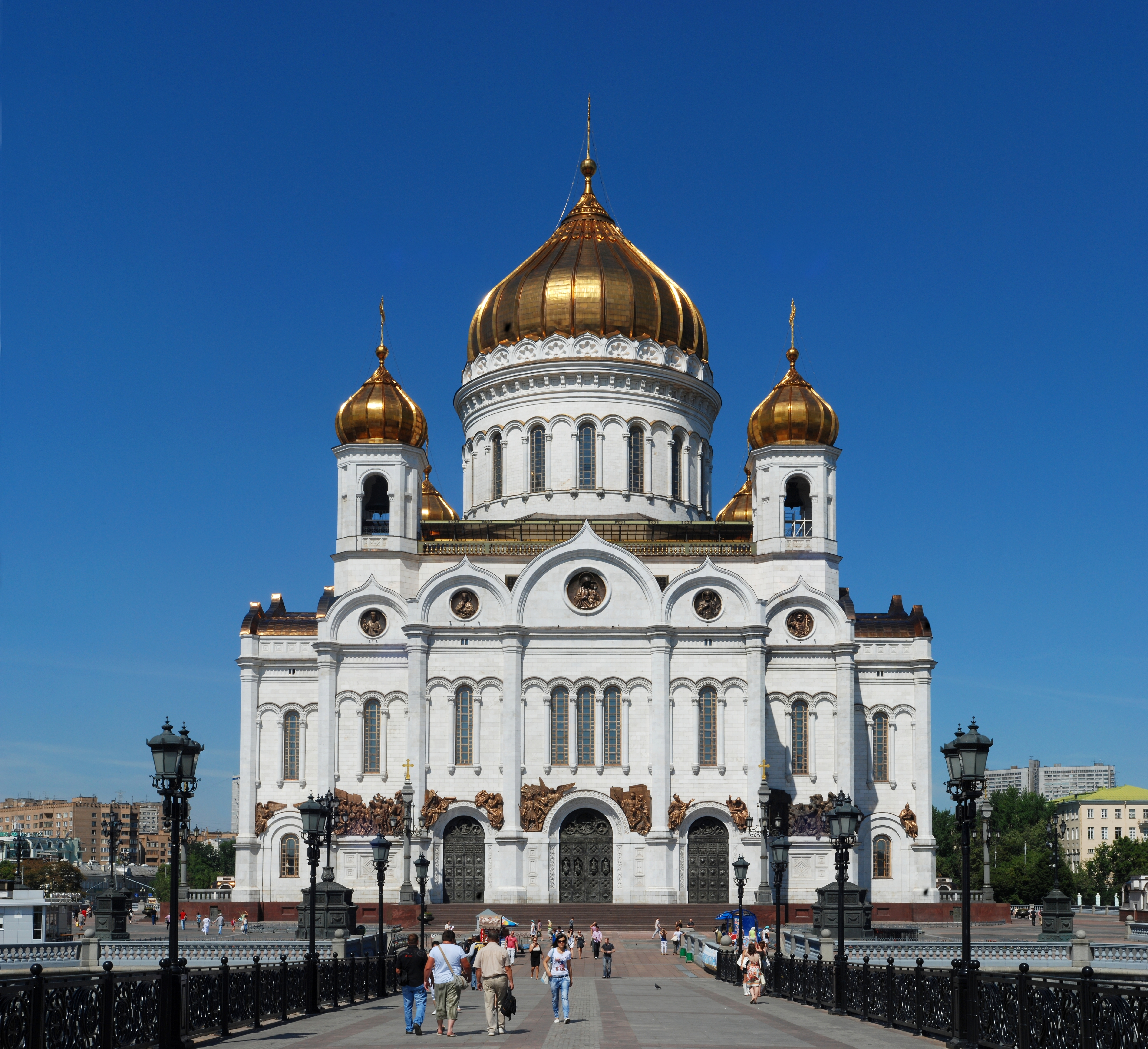
Megváltó Krisztus-székesegyház, Moszkva
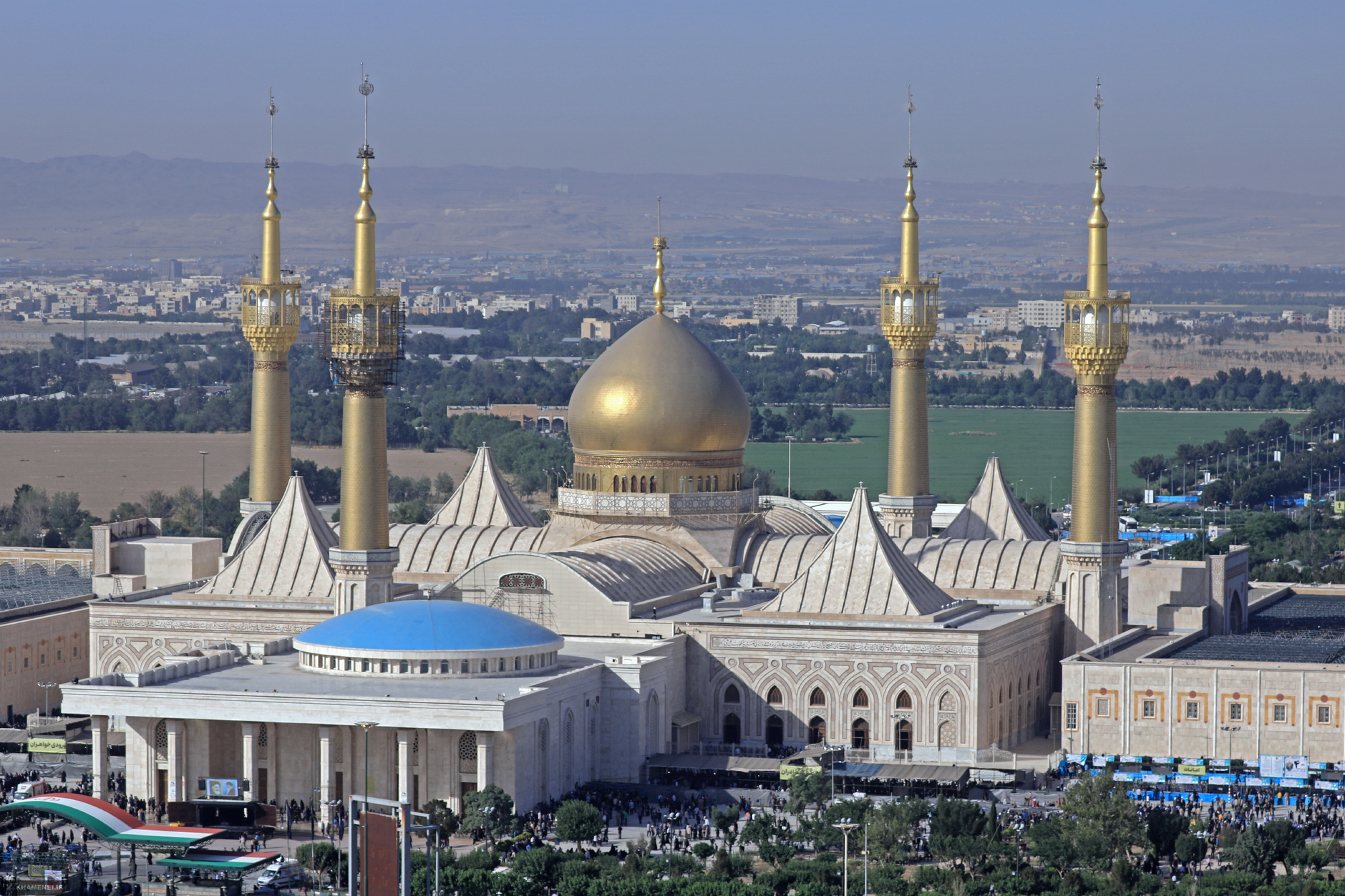
Ruhollah Khomeini mauzóleuma, Teherán
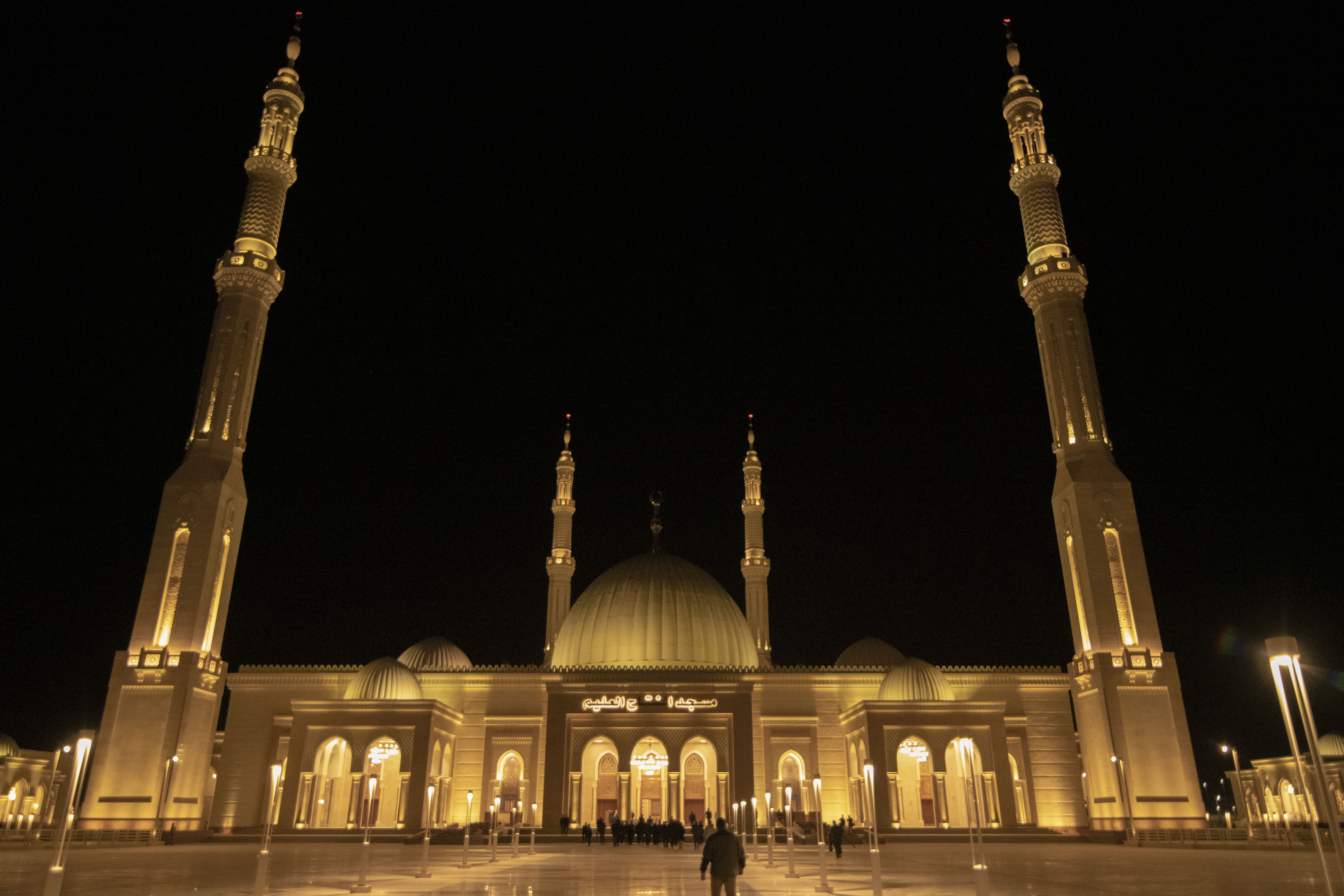
Al-Fattah al-Aleem mecset, Egyiptom tervezett fővárosa
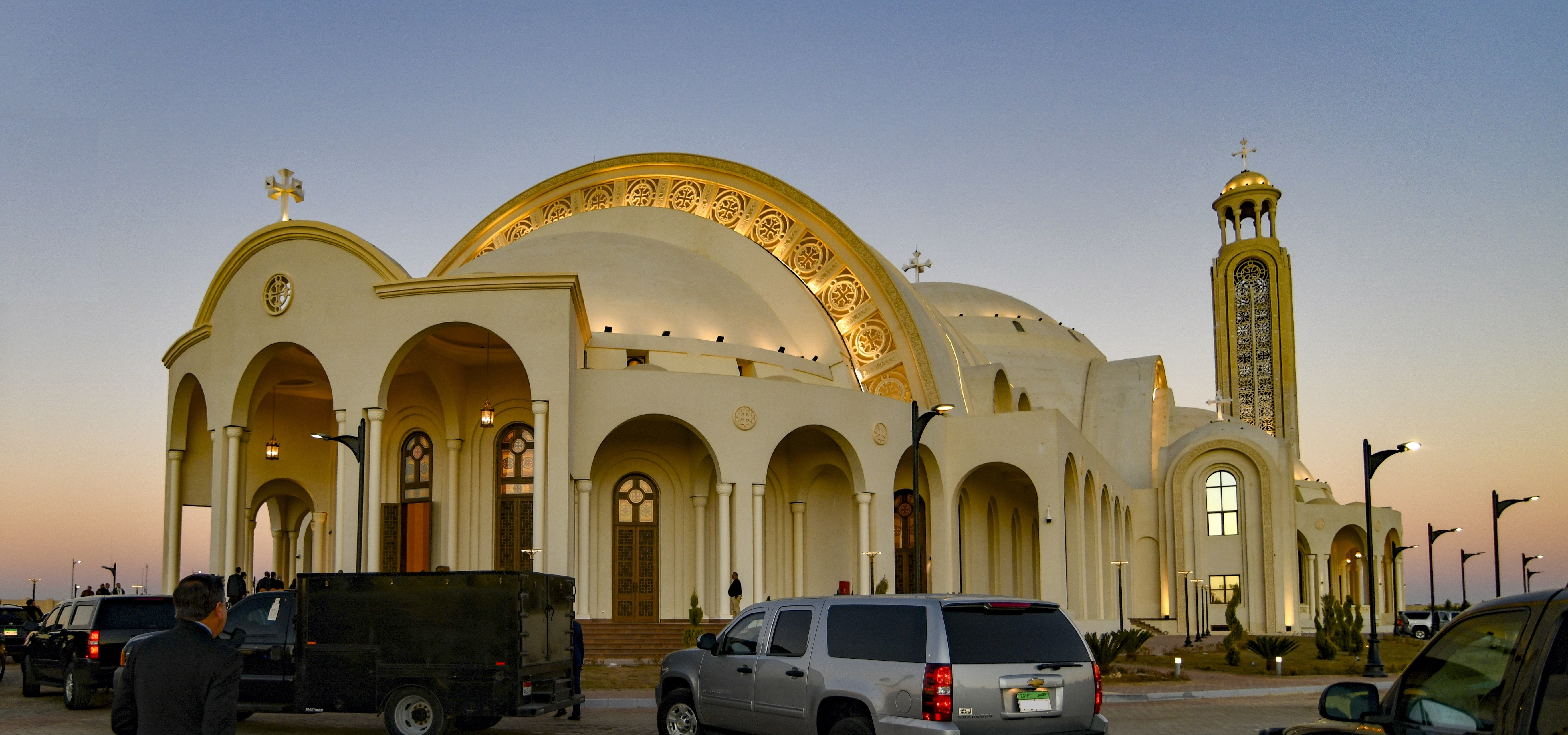
Krisztus születése székesegyház, Kairó

## További irodalom
- https://777blog.hu/2016/08/15/szinmagyar-teruleteken-epulnek-ortodox-templomok-erdelyben/
- https://www.origo.hu/nagyvilag/2025/08/bathory-zoltan-kastely-elado-las-vegasban-luxus?utm_source=origo.hu&utm_medium=referral&utm_campaign=ott_group_topPV_09